# Прапор Борівського району
Пра́пор Бо́рівського райо́ну затверджений рішенням IV сесії Борівської районної ради XXIV скликання від 29 жовтня 2002 року.

## Опис прапора
Прапор являє собою прямокутне полотнище (відношення ширини до довжини 2:3), яке складається з трьох повздовжних смуг, що співвідносяться між собою як: 2:5, 1:5, та 2:5 і мають відповідно такі кольори: малиновий, лазуровий, жовтий.

## Символіка кольорів
Малиновий колір символізує козацькі часи, в які відбулося заселення Борівщини, належність її у свій час до Ізюмського слобідського полку та те, що район входить до Харківської області, яка має малиновий прапор.
Лазурова смуга символізує Оскільське водосховище, яке навпіл перетинає Борівський район, та численні річки і ставки краю. Оскіл ніби поєднує минуле з сьогоденням та майбутнім. Це засвідчує переплетіння, взаємозв'язок поколінь та епох.
Жовтий колір — це символ пшеничного поля, степу й достатку. Символізує сьогодення та щасливе майбутнє.
Прапор району двосторонній. Навершя древка являє собою металевий конус срібного кольору.